# پیز فس
پیز فس (به لاتین: Piz Fess) یک کوه در سوئیس است که در کانتون گراوبوندن واقع شده‌است. پیز فس ۲٬۸۸۰ متر بالاتر از سطح دریا واقع شده‌است.